# Noah Philp
Noah Philp, född 31 augusti 1998, är en kanadensisk professionell ishockeyforward som är kontrakterad till Edmonton Oilers i National Hockey League (NHL) och spelar för Bakersfield Condors i American Hockey League (AHL).
Han har tidigare spelat för Stockton Heat i AHL och Kootenay Ice och Seattle Thunderbirds i Western Hockey League (WHL).
Philp blev aldrig NHL-draftad.
Han är bror till Luke Philp.

## Statistik
| Källa: Utv = Utvisningsminuter Uppdaterad: 2024-11-01 | Källa: Utv = Utvisningsminuter Uppdaterad: 2024-11-01 | Källa: Utv = Utvisningsminuter Uppdaterad: 2024-11-01 |                                           | Grundserie                                | Grundserie                                | Grundserie                                | Grundserie                                | Grundserie                                |                                           | Slutspel                                  | Slutspel                                  | Slutspel                                  | Slutspel                                  | Slutspel                                  |                                           |
| Säsong                                                | Lag                                                   | Liga                                                  | Matcher                                   | Mål                                       | Assists                                   | Poäng                                     | Utv                                       | Matcher                                   | Mål                                       | Assists                                   | Poäng                                     | Utv                                       |                                           |                                           |                                           |
| ----------------------------------------------------- | ----------------------------------------------------- | ----------------------------------------------------- | ----------------------------------------- | ----------------------------------------- | ----------------------------------------- | ----------------------------------------- | ----------------------------------------- | ----------------------------------------- | ----------------------------------------- | ----------------------------------------- | ----------------------------------------- | ----------------------------------------- | ----------------------------------------- | ----------------------------------------- | ----------------------------------------- |
| 2011–2012                                             | Bow Valley Timberwolves                               | SCAHL                                                 | 33                                        | 28                                        | 33                                        | 61                                        | 12                                        | 4                                         | 3                                         | 5                                         | 8                                         | 2                                         |                                           |                                           |                                           |
| 2012–2013                                             | Airdrie Xtreme                                        | AMBHL                                                 | 33                                        | 7                                         | 13                                        | 20                                        | 4                                         | —                                         | —                                         | —                                         | —                                         | —                                         |                                           |                                           |                                           |
| 2013–2014                                             | AC Avalanche                                          | AMMHL                                                 | 36                                        | 21                                        | 31                                        | 52                                        | 2                                         | —                                         | —                                         | —                                         | —                                         | —                                         |                                           |                                           |                                           |
| 2014–2015                                             | Canmore Eagles                                        | AJHL                                                  | 31                                        | 1                                         | 2                                         | 3                                         | 8                                         | —                                         | —                                         | —                                         | —                                         | —                                         |                                           |                                           |                                           |
| 2015–2016                                             | Kootenay Ice                                          | WHL                                                   | 67                                        | 6                                         | 16                                        | 22                                        | 14                                        | —                                         | —                                         | —                                         | —                                         | —                                         |                                           |                                           |                                           |
| 2016–2017                                             | Kootenay Ice                                          | WHL                                                   | 65                                        | 8                                         | 11                                        | 19                                        | 14                                        | —                                         | —                                         | —                                         | —                                         | —                                         |                                           |                                           |                                           |
| 2017–2018                                             | Seattle Thunderbirds                                  | WHL                                                   | 71                                        | 14                                        | 36                                        | 50                                        | 20                                        | 5                                         | 0                                         | 0                                         | 0                                         | 4                                         |                                           |                                           |                                           |
| 2018–2019                                             | Seattle Thunderbirds                                  | WHL                                                   | 56                                        | 26                                        | 49                                        | 75                                        | 19                                        | 6                                         | 2                                         | 2                                         | 4                                         | 2                                         |                                           |                                           |                                           |
|                                                       | Stockton Heat                                         | AHL                                                   | 2                                         | 0                                         | 0                                         | 0                                         | 2                                         | —                                         | —                                         | —                                         | —                                         | —                                         |                                           |                                           |                                           |
| 2019–2020                                             | Alberta Golden Bears                                  | U Sports                                              | 28                                        | 12                                        | 15                                        | 27                                        | 20                                        | 3                                         | 1                                         | 1                                         | 2                                         | 0                                         |                                           |                                           |                                           |
| 2020–2021                                             | Alberta Golden Bears                                  | U Sports                                              | Spelade ej på grund av covid-19-pandemin. | Spelade ej på grund av covid-19-pandemin. | Spelade ej på grund av covid-19-pandemin. | Spelade ej på grund av covid-19-pandemin. | Spelade ej på grund av covid-19-pandemin. | Spelade ej på grund av covid-19-pandemin. | Spelade ej på grund av covid-19-pandemin. | Spelade ej på grund av covid-19-pandemin. | Spelade ej på grund av covid-19-pandemin. | Spelade ej på grund av covid-19-pandemin. | Spelade ej på grund av covid-19-pandemin. | Spelade ej på grund av covid-19-pandemin. | Spelade ej på grund av covid-19-pandemin. |
| 2021–2022                                             | Alberta Golden Bears                                  | U Sports                                              | 8                                         | 8                                         | 3                                         | 11                                        | 2                                         | 7                                         | 6                                         | 8                                         | 14                                        | 0                                         |                                           |                                           |                                           |
|                                                       | Bakersfield Condors                                   | AHL                                                   | 3                                         | 0                                         | 0                                         | 0                                         | 0                                         | 3                                         | 0                                         | 1                                         | 1                                         | 0                                         |                                           |                                           |                                           |
| 2022–2023                                             | Bakersfield Condors                                   | AHL                                                   | 70                                        | 19                                        | 18                                        | 37                                        | 61                                        | 2                                         | 0                                         | 0                                         | 0                                         | 0                                         |                                           |                                           |                                           |
| 2023–2024                                             | Spelade ej på grund av personliga skäl.               | Spelade ej på grund av personliga skäl.               | Spelade ej på grund av personliga skäl.   | Spelade ej på grund av personliga skäl.   | Spelade ej på grund av personliga skäl.   | Spelade ej på grund av personliga skäl.   | Spelade ej på grund av personliga skäl.   | Spelade ej på grund av personliga skäl.   | Spelade ej på grund av personliga skäl.   | Spelade ej på grund av personliga skäl.   | Spelade ej på grund av personliga skäl.   | Spelade ej på grund av personliga skäl.   | Spelade ej på grund av personliga skäl.   | Spelade ej på grund av personliga skäl.   |                                           |
| 2024–2025                                             | Edmonton Oilers                                       | NHL                                                   | 1                                         | 0                                         | 1                                         | 1                                         | 0                                         | —                                         | —                                         | —                                         | —                                         | —                                         |                                           |                                           |                                           |
|                                                       | Bakersfield Condors                                   | AHL                                                   | 6                                         | 2                                         | 1                                         | 3                                         | 4                                         | —                                         | —                                         | —                                         | —                                         | —                                         |                                           |                                           |                                           |
| NHL totalt                                            | NHL totalt                                            | NHL totalt                                            | 1                                         | 0                                         | 1                                         | 1                                         | 0                                         | —                                         | —                                         | —                                         | —                                         | —                                         |                                           |                                           |                                           |
| AHL totalt                                            | AHL totalt                                            | AHL totalt                                            | 81                                        | 21                                        | 19                                        | 40                                        | 67                                        | 5                                         | 0                                         | 1                                         | 1                                         | 0                                         |                                           |                                           |                                           |
| WHL totalt                                            | WHL totalt                                            | WHL totalt                                            | 259                                       | 54                                        | 112                                       | 166                                       | 67                                        | 11                                        | 2                                         | 2                                         | 4                                         | 6                                         |                                           |                                           |                                           |